# James Alexander Thomson
Pour les articles homonymes, voir James A. Thomson, James Thomson et Thomson.
James Alexander Thomson, né le 20 décembre 1958 à Oak Park dans l'Illinois est un biologiste cellulaire.
Il réussit, avec son équipe du Genome Center of Wisconsin, à Madison, à obtenir des cellules souches embryonnaires à partir de fibroblastes (cellules de la peau) par transformation génétique en utilisant un cocktail de gènes (OCT4, SOX2, nanog et LIN28) impliqués dans le développement embryonnaire en ayant recours à des vecteurs viraux (rétrovirus ou lentivirus).